# 複多邊形

一種由8個四元邊組成的複多邊形，其施萊夫利符號計為_{4}{4}_{2}，考克斯特符號計為或。值得注意的是它的頂點數與邊數不同，其由8條邊和16個頂點組成，在實空間代表幾何結構為超立方體

在幾何學中，複多邊形或複多角形（）是指位於{\displaystyle \mathbb {C} ^{2}}複希爾伯特平面的多邊形。由於複空間中的多邊形未必會邊數與頂點數相同，因此複多邊形與複多角形不一定等價。較知名的複多邊形為莫比烏斯－坎特八邊形，是一種複八邊形。

## 性質
複多邊形與實多邊形的不同在於，實多邊形的頂點座標由2個實數決定，而複多邊形的頂點座標由2個複數決定。而在實多邊形中，多邊形的邊為線段，換句話說即一維實空間的幾何結構，而複多邊形的邊由一維的複數希爾伯特空間{\displaystyle \mathbb {C} ^{1}}，即複數平面所組成，換句話說，即組成複多邊形的邊可以是存在於複數平面的任意可能的幾何結構，因此可能存在2個以上的頂點（在圖論中其概念與超邊類似）。

### 維度
多邊形是一種二維幾何圖形，即每個頂點可以透過二維坐標系表達，換句話說，每個頂點只需要透過兩個變數就能表達，雖然複多邊形同樣是如此，但在複多邊形中，每個變數都是一個複數，而任一複數都可表達為{\displaystyle a+bi}，其中{\displaystyle a}及{\displaystyle b}皆為實數，分別稱為複數之「實部」和「虛部」。因此一個一維的複數空間實際上是由一個實維度和一個虛維度構成，並可以透過阿尔冈图表示，也就是說，每個複數維度都可以再進一步的分成一個實數空間以及一個虛數空間。
複多邊形所在的{\displaystyle \mathbb {C} ^{2}}複希爾伯特平面就可以視為兩個複數平面以彼此正交的方式組成，因此具有兩個實維度和兩個虛維度（不計虛或實共有四個空間維度）。因此，每個複多邊形一般會存在至少一個位於四維空間的實空間代表之幾何結構，例如莫比烏斯－坎特八邊形的實空間代表幾何結構為正十六胞体。

## 正複多邊形
正複多邊形（或複正多邊形）是指同時滿足正多邊形定義以及複多邊形定義的多邊形，意味著其需要據備所有邊等長（對二元邊）或相同結構並全等（對三元邊或三元以上的多元邊）以及所有角等角（對由二元邊組成的角）或相同結構且頂點圖全等（對含有三元邊或三元以上的多元邊構成的角）的多邊形。所有的正實多邊形皆屬於虛部為零的正複多邊形。
除了對應到實空間為四維柱體柱p{4}2之外，構成正複多邊形的邊之元數不會超過5，而若考慮退化形式，即正無限邊形對應的正複多邊形，則其邊之元數也不會超過6。除了全由二元邊組成的正實多邊形和p{4}2之外，正複多邊形個數是有限的。:177-179

## 複無限邊形

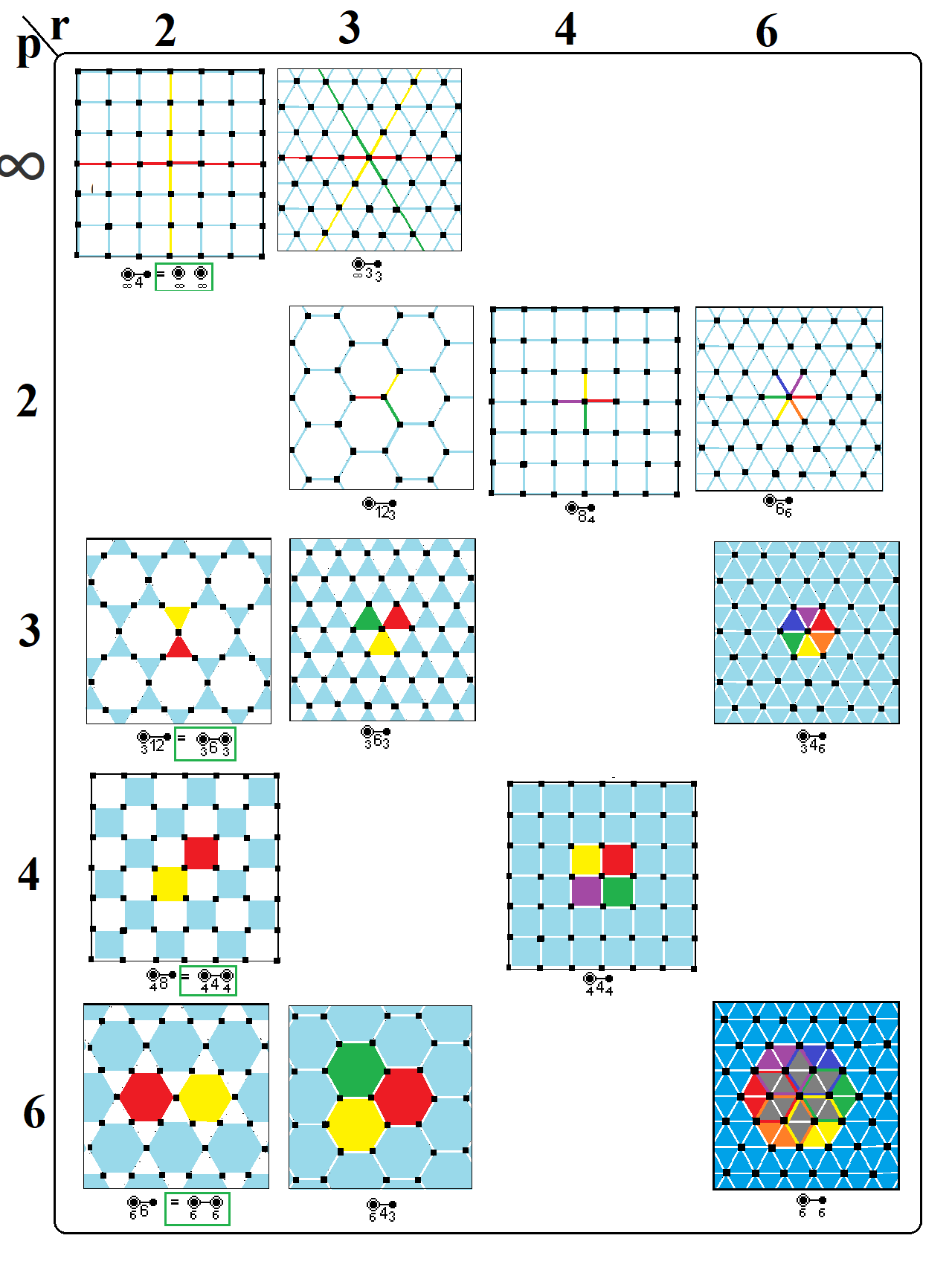
11種複正無限邊形。邊以淺藍色表示，p為邊的元數；邊與頂點的關係將以正中心的頂點為例，個別將與該頂點相連的邊或多元邊以紅、橙、黃、綠、藍及紫表示。

複無限邊形是指位於{\displaystyle \mathbb {C} ^{2}}複希爾伯特平面的無限邊形。考克斯特將具有p[q]r且1/p + 2/q + 1/r = 1對稱性的複無限邊形計為δp,r
2，其中q需要滿足q = 2/(1 – (p + r)/pr)。考慮由有限元邊構成的複無限邊形，共有8組解滿足上述條件：
| 2[∞]2               | 3[12]2            | 4[8]2            | 6[6]2            | 3[6]3             | 6[4]3             | 4[4]4             | 6[3]6             |
| node · infin · node | 3node · 12 · node | 4node · 8 · node | 6node · 6 · node | 3node · 6 · 3node | 6node · 4 · 3node | 4node · 4 · 4node | 6node · 3 · 6node |

## 四元多邊形
在幾何中，四元數空間的多邊形是實數空間中的多邊形在四元數空間的推廣。其與複數空間類似，點不具有序性，因此沒有「位於...之間」的相互關係，因此一個四元數空間多邊形可以被理解為一組點、邊的排佈關係，其中，點為多條邊的連接點。而其維度會比複多邊形更高，類似於複多邊形，四元多邊形的邊為一維四元數希爾伯特空間{\displaystyle \mathbb {Q} ^{1}}的幾何結構，而整個多邊形則位於{\displaystyle \mathbb {Q} ^{2}}四元數希爾伯特平面，因此所在空間整體可以視為兩個四元數以彼此正交的方式組成，因此整體可以視為一個八維空間。此外由於四元數的乘法不具有交換率，因此必須透過純量與向量相乘來構建乘法系統，通常會使用左乘法。